# Борис Бузанчич
Борис Бузанчич (хорв. Boris Buzančić, 13 березня 1929 року, Б'єловар — 9 жовтня 2014 року) — югославський та хорватський актор і політик; у 1990—1993 роках займав посаду мера Загреба.
Бузанчич був першим мером Загреба в історії незалежної Хорватії.

## Життєпис
Борис Бузанчич народився 13 березня 1929 року в місті Б'єловар, що в Хорватії.
Зніматися в кіно Бузанчич почав ще в молодості і зіграв велику кількість ролей. Переважно грав персонажів, наділених владою, особливо у фільмах, присвячених Другій світовій війні. Однак одна з найбільш відомих його ролей — дотепний мер Спліта Дотур Віце в популярному телесеріалі «Velo misto».
1990 року Бузанчич став мером — першим мером Загреба в незалежній Хорватії. На цю посаду його обрали від Хорватської демократичної співдружності. Бузанчич був мером до 1993 року. В 1992 році він був обраний до хорватського сабору (друге скликання), в якому пропрацював до 1995 року.
Після 1995 року Бузанчич повернувся до роботи в кіно. Дві з його ролей — Яків у комедії 1999 року «Маршал» і професор Крунослав Мирич у серіалі 2002 року «Земля обітована» — були натхненні реальними прототипами — Тіто і Туджманом.

## Фільмографія
- 1952 — Цигулі Мігулі — голова Союзу молоді
- 1954 — Концерт — голова Союзу молоді
- 1956 — Облога
- 1957 — Це було не дарма
- 1957 — Ця пісня завойовує все
- 1958 — У нашого Мартіна
- 1958 — Кров на 148 км — журналіст Борис
- 1959 — Скляний дах — журналіст Борис
- 1959 — Ночі і ранки — Хуса
- 1960 — Крокодил
- 1960 — Партизанські історії
- 1960 — Вулиця без виходу
- 1960 — Курір Тончі — Труба
- 1960 — Суд над ослячою тінню
- 1961 — Треті прийшли
- 1961 — Нова сукня короля — священник
- 1961 — Авантюрист біля дверей — людина в барвистому жилеті
- 1962 — Зустрінемося ввечері
- 1963 — Кандидат смерті
- 1963 — У конфлікті
- 1964 — Привиди
- 1964 — Сліпий трек
- 1964 — Єлизавета Англійська
- 1964 — Ноктюрн у Гранд-отелі
- 1964 — Канікули в Сен-Тропе — Хуліо
- 1967 — Протест — начальник юридичної контори
- 1967 — Коли ви думаєте про щастя
- 1967 — Китайська стіна
- 1968 — Агент із Вадуца
- 1968 — Для його ж блага
- 1968 — Поштова скринька
- 1968 — Марафонці
- 1969 — Коли чуєш дзвони — Веко
- 1969 — Любов і деякі лайки — Гіле
- 1970 — Шлях у рай
- 1970 — Золотий хлопчик
- 1970 — Шлюб — завжди ризикована справа
- 1970 — На горі росте зелена сосна
- 1972 — У мережі — Саша Корда
- 1973 — Літній день на острові
- 1973 — Ленін в Африці
- 1973 — Тімон
- 1974 — Капітан Микула Малий
- 1974 — Ужицька Республіка — Боро
- 1975 — У момент зростання
- 1976 — Ужицька Республіка — Боро
- 1976 — Капітан Микула Малий
- 1976 — Клара Домбровська
- 1976 — Місячний мотель
- 1976 — Аничка Думас — Юрі
- 1977 — Нікола Тесла — Томас Едісон
- 1978 — Томо Бакран
- 1978 — Гра на двох
- 1978 — Роко і Ціцібела — суддя
- 1978 — Усиновлення
- 1979 — Чотири сезони
- 1979 — Уповільнений рух
- 1979 — Повернення — Щьор Берто
- 1980 — Таємниця Ніколи Тесли — Роберт Джонсон
- 1981 — Рушниця на зорі
- 1982 — Тамбураші
- 1982 — Шантаж
- 1982 — Нескорене місто
- 1984 — Маленьке пограбування поїзда — австрійський майор
- 1984 — Гавриїл — Гавриїл
- 1984 — Літній відпочинок на півдні
- 1985 — Ніхто не сміється
- 1987 — Засуджений — інспектор Сердар
- 1987 — Академія принцес — Барон фон Доркенбург
- 1987 — Офіцер із трояндою — Франьо Гаструскій
- 1989 — Птахи небесні
- 1989 — Лео і Бригіта — Лео
- 1989 — Операція «Барбаросса» — професор Гаврич
- 1996 — Не забувай мене — Лео
- 1997 — Російське м'ясо
- 1999 — Маршал — Яків
- 1999 — Четвероред
- 2002 — Земля обітована — професор Крунослав Мирич